# Усть-Каремша
Усть-Каремша — село в составе Усть-Каремшинского сельсовета Нижнеломовского района Пензенской области.

## Название
До первой половины века село часто называлось также «Солдатское». Кроме того, топоним Усть-Каремша в некоторых документах мог принимать форму Усть-Кармиш.

## География

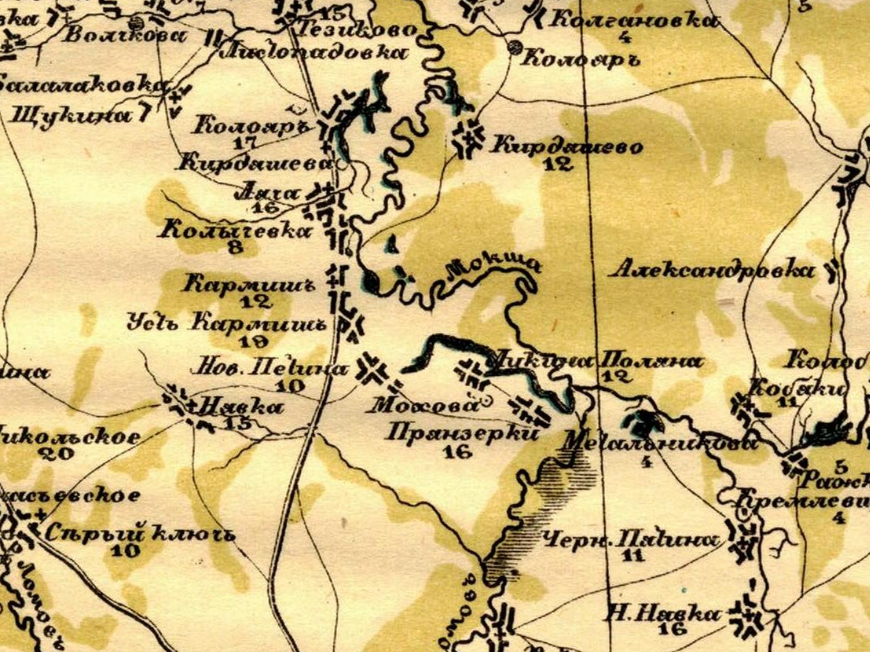
Каремша, Усть-Каремша и другие села на карте Стрельбицкого (переиздание 1930 года)

Село находится на расстоянии 15 километров от районного центра, города Нижний Ломов. Восточной границей села является река Мокша. Также село пересекает река Каремша.

## История
Село является одним из древнейших в Пензенской области. Его основание относится к 1629 году.
В ходе истории село поглотило близлежащие села Каремша и Колычевка, лежавшие к северу от него, а также Чёрная Пятина, которое располагалось у его северной оконечности.

## Население
| 1710  | 1795  | 1864  | 1877  | 1897  | 1911  | 1926  |
| ----- | ----- | ----- | ----- | ----- | ----- | ----- |
| 624   | ↗934  | ↗1245 | ↗1347 | ↗1719 | ↗1931 | ↗1935 |
| 1930  | 1939  | 1959  | 1979  | 1989  | 1996  | 2002  |
| ↗2125 | ↘1600 | ↘788  | ↗1212 | ↘1051 | ↘950  | ↘827  |
| 2010  |       |       |       |       |       |       |
| ↘591  |       |       |       |       |       |       |

## Достопримечательности
В селе сохранилось два каменных храма. Один из них — действующий. Другой — церковь Покрова Пресвятой Богородицы — находится в заброшенном состоянии.